# Сідней ґазетт
«Сідней ґазетт» (англ. Sydney Gazette) — перша в Австралії газета, яка виходила від 1803 до 1842 року.

## Історія
Газету засновав губернатор Нового Південного Уельсу Філіп Ґідлі Кінг під назвою The Sydney Gazette and New South Wales Advertiser, перший номер вийшов 5 березня 1803 року. Редактором газети став каторжник Джордж Хоу, якому смертну кару за крадіжки замінили засланням у колонію. Хоу був спадковим друкарем, цьому ремеслу його навчив батько на острові Сент-Кіттс, а потім переїхав до Лондона і працював у The Times. Газета виходила один раз на тиждень, основним змістом номерів були урядові повідомлення, невелике місце виділялося для місцевих новин.
У серпні 1807 року між Хоу і губернатором Вільямом Блаєм, що змінив Кінга, стався конфлікт. Газета майже на рік не виходила, але в травні 1808 року випуск відновився. 1821 року Хоу помер, на посаді редактора його змінив син Роберт (загинув 1829 року, потонувши в Сіднейській бухті). Від 1825 року «Сідней ґазетт» випускалася раз на 2 тижні, від 1831 року — раз на 3 тижні.
1810 року на Тасманії з'явилася друга австралійська газета the Derwent Star and Van Diemen's Land Intelligencer. Пізніше в Сіднеї виникло ще кілька газет, серед яких The Sydney Herald (1831), яка існує донині. До цього часу популярність «Сідней ґазетт» стала падати, останній номер вийшов 20 листопада 1842 року.